# 市川團十郎 (2代目)
二代目 市川 團十郎（いちかわ だんじゅうろう、元禄元年10月11日（1688年11月3日） - 宝暦8年9月24日（1758年10月25日））は、正徳から享保年間にかけて江戸で活躍した歌舞伎役者。屋号は成田屋。定紋は三升（みます）。俳名は三升、才牛斎、栢莚、雛助。

## 人物
江戸っ子の絶大な人気を博して、現在にいたる市川團十郎家の基礎を築いた人物である。
父は初代 市川團十郎、母は榮光尼。初代團十郎が成田山新勝寺（成田不動）に子宝の願をかけたところ見事生れた子だったので「不動の申し子」といわれた。また俳諧や狂歌に通じ、俳号に三升（さんしょう）・才牛（さいぎゅう）・栢莚（はくえん）・雛助（すうじょ）がある。

## 来歴
元禄10年（1697年）、初代市川九蔵として中村座の『兵根元曾我』で初舞台。元禄17年（1704年）、初代市川團十郎が生島半六に刺殺されたことによって山村座で二代目を襲名するが、力不足で悩む17歳の二代目を庇護したのは当時の名優であり半六の師匠であった生島新五郎だった。
その頃の歌舞伎は穢多頭・弾左衛門の支配下に置かれていた。宝永5年（1708年）、人形芝居の興行権を巡って弾左衛門と対立した京のからくり師小林新助の訴えにより、江戸町奉行は歌舞伎と傀儡師の支配権を弾左衛門から剥奪。二代目は被差別民からの独立を果たした喜びから、小林が記録した訴訟の顛末を元に『勝扇子』を著し、代々伝えたという。
正徳3年（1713年）、山村座『花館愛護桜』で助六を初めて務めたころから徐々に劇壇に足場を築き、人気を得るようになる。翌正徳4年（1714年）の江島生島事件にあっても軽い処分で免れ、江戸歌舞伎の第一人者へと成長。享保6年（1721年）には、給金が年千両となり「千両役者」と呼ばれる。
享保20年（1735年）、門弟で養子の市川升五郎に團十郎を譲り、自らは二代目市川海老蔵を襲名する。寛保2年（1742年）には大坂に上って『毛抜』を初演し、上方においても人気を博した。しかしこの年に三代目が病気で急死したため、宝暦4年（1754年）に改めて門弟の二代目 松本幸四郎を養子として、團十郎を四代目として継がせる。墓所は青山霊園の合祀墓。

## 芸風
歌舞伎に荒事をもたらしたのが父・初代團十郎なら、それをひとつの芸として完成させたのがこの二代目團十郎だった。若い頃に師事した生島新五郎が、初代中村七三郎の芸を受け継ぐ和事師であったことから、父親譲りの荒事芸に和事味を加味した独自の芸風を育て、その線から『助六』や『毛抜』のような演目が初演された。荒事・和事のみならず、実事、濡事、やつしにいたるまで幅広い芸域をもっていた。また隈取の技法や様式を完成させたのもこの二代目である。